# Phryno yichengica
Phryno yichengica là một loài ruồi trong họ Tachinidae.